# Ашанті Юнайтед
Спортивний клуб Ашанті Юнайтед або просто Ашанті Юнайтед (англ. Ashanti United Sports Club) — професіональний танзанійський футбольний клуб з міста Дар-ес-Салам, який виступає в Першому дивізіоні чемпіонату Танзанії. Домашні матчі проводить на стадіоні «Чамазі», який вміщує 7000 глядачів. У сезоні 2014/15 років команда виступала в танзанійській Прем'єр-лізі.